# Persea bullata
Espèce
Statut de conservation UICN

 NT  : Quasi menacé
Persea bullata est une espèce de plantes à fleurs de la famille des Lauraceae. Elle est endémique de l'Équateur. Son habitat naturel est constitué des forêts tropicales ou subtropicales humides de montagne.

## Publication originale
- Memoirs of The New York Botanical Garden 14(1/15): 65. 1966.